# Сан Марино на Дечјој песми Евровизије
Сан Марино је по први пут требало да учествује на Дечјој песми Евровизије 2011. SMRTV се повукао у октобру, јер није могао наћи одговарајућег учесника. Дана 22. августа 2012. држава је саопштила да се неће појавити ни на 2012-ој едицији. Међутим, Сан Марино је дебитовао на такмичењу у Кијеву 2013.

## Представници
| Година    | Извођач(и)       | Песма                   | Пласман          | Поени            |
| --------- | ---------------- | ----------------------- | ---------------- | ---------------- |
| 2013      | Микеле Перниола  | O-o-O Sole Intorno A Me | 10               | 42               |
| 2014      | The Peppermints  | Breaking My Heart       | 15               | 21               |
| 2015      | Камила Исмаилова | Mirror                  | 14               | 36               |
| 2016–2023 | Није учествовала | Није учествовала        | Није учествовала | Није учествовала |
| 2024      | Idols SM         | Come noi                | 17               | 47               |
| 2025      |                  |                         |                  |                  |